# Robot L.O.V.E.
"Robot L.O.V.E." – utwór Aleca Empire, wydany jako 12" singel 11 czerwca 2007 roku. Singel ten był pierwszym wydawnictwem własnej wytwórni płytowej Aleca Empire, Eat Your Heart Out Records. Singel promuje album The Golden Foretaste of Heaven zapowiadany na 28 listopada 2007 roku.
Obok tytułowego "Robot L.O.V.E" na singlu znalazły się dwa inne premierowe utwory.

## Spis utworów
1. "Robot L.O.V.E."
2. "ICE" (dub)
3. "Naginita"